# الراحلة للطيران
راحلة للطيران هي شركة طيران ليبية خاصة، تتخد من مطار معيتيقة الدولي في طرابلس مركزاً لعملياتها.